# Mercedes-Benz LK
Die Leichte Klasse (LK) von Daimler-Benz wurden zwischen 1984 und 1998 produziert. Die unter den Baumustern 673–679 ausgelieferte Leichte Klasse, intern auch LN 2 genannt, löste die leichten LP Modelle ab. Im Jahr 1998 wurde mit dem Atego der Nachfolger eingeführt.

## Modellgeschichte
Nachdem der Vorgänger gut 18 Jahre im Grundkonzept unverändert in Produktion gewesen war, kam 1983 die intern als LN 2 geführte völlig neu entwickelte Baureihe heraus. Bei ihrer Einführung deckte sie die Tonnagen von 7, 8, 9, 11 und 13 Tonnen Gesamtgewicht ab.
Die Leistungsbandbreite der Dieselmotoren reichte von 66 (90) über 100 (136) und 125 (170) bis 148 kW (201 PS). Daraus ergaben sich die für Mercedes-Benz typischen Modellbezeichnungen, deren erste bzw. bei vier Stellen die ersten beiden das Gesamtgewicht in Tonnen, die hinteren beiden – etwa – ein Zehntel der Motorleistung in PS angaben. Verbreitetstes Modell war der 7,5-Tonner mit 100 kW (136 PS), mit der Bezeichnung 814 – nunmehr auch intern ohne den bisherigen Zusatz LP.

## Änderungen

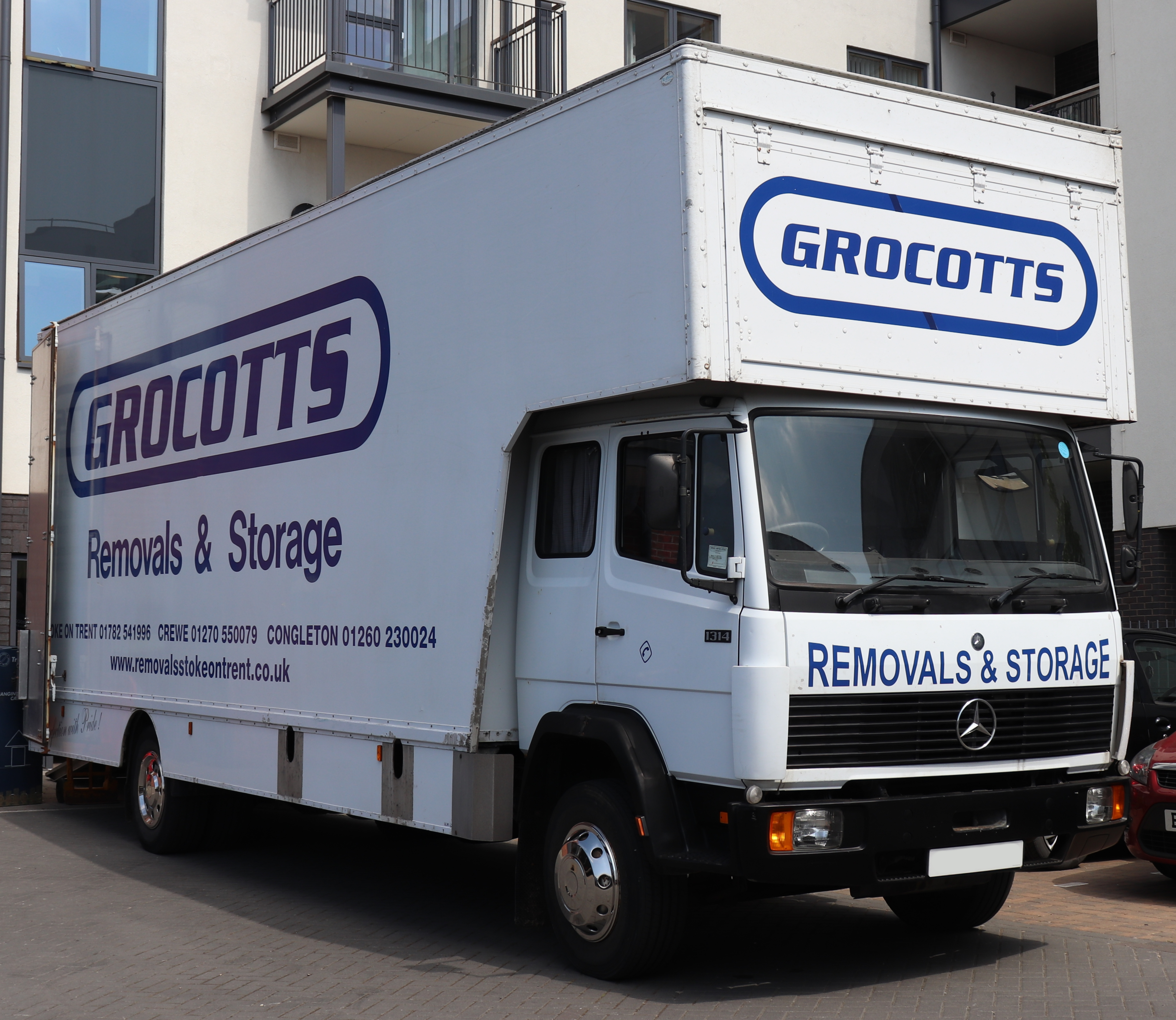
Mercedes-Benz 1314

Die neu entwickelten Motoren waren Reihenmotoren mit vier und sechs Zylindern und Direkteinspritzung, prägnant war das neue Fahrerhaus, das nun auch in der kleinsten Lkw-Klasse kippbar ausgeführt war. Die relativ glattflächige Kabine fiel unter anderem durch die schräg nach hinten ansteigende Unterkante der Seitenfenster in den Türen auf, die bereits bekannt war von der 1977 eingeführten Transporter-Baureihe T 1 und später als Designmerkmal auch bei der schweren Klasse eingeführt wurde.
Die Kotflügel unter der Kabine sowie die Stoßstange waren etwas weiter ausgestellt als beim Vorgänger und ließen die neuen Typen wuchtiger erscheinen. Da das Fahrzeug nun nicht mehr nur als reiner Nahverkehrs- und Verteiler-Lkw gedacht war, gab es werksseitig auch eine vollwertige Fernverkehrskabine mit zwei Schlafliegen unter einem insgesamt etwas höheren Dach.
Ab 1989 gab es als Krönung auch eine noch schwerere Version mit 15 Tonnen Gesamtgewicht mit 170, 211 (auch bei den anderen Modellen anstelle des 148-kW- (201-PS)-Motors, die Bezeichnungen endeten jedoch weiter auf 20) sowie auch 177 kW (240 PS). Damit war bis zur Einführung des Nachfolgers Atego die Leistungsspitze der kleinen Modelle erreicht.
Seit 1988 firmierte die Baureihe als LK für Leichte Klasse, parallel zur Überarbeitung der großen Fahrzeuge mit der nun auch offiziellen Bezeichnung SK für Schwere Klasse bzw. MK für die Mittelschwere Klasse. Seit diesem Jahr gab es die leichteren Modelle wahlweise mit Allradantrieb, erwartungsgemäß überwiegend für Bau- und Feuerwehrfahrzeuge.
Die kippbaren Fahrerhäuser der neuen Modellreihe LK erhielten eine modernere Form. Angeboten wurden sie von 6,5 bis 13 Tonnen Gesamtgewicht unter der Modellbezeichnung  609 bis 1320. Das Leistungsspektrum der Motoren lag zwischen 66 und 155 kW (90 und 211 PS), zusätzlich gab es nun auch ein Fahrerhaus für den Fernverkehr mit verlängerter Kabine und 15 bis 19 Tonnen Gesamtgewicht. Teilweise waren die großen Tonnagen auch als Kipper oder Pritschenwagen erhältlich.

## Modellvarianten

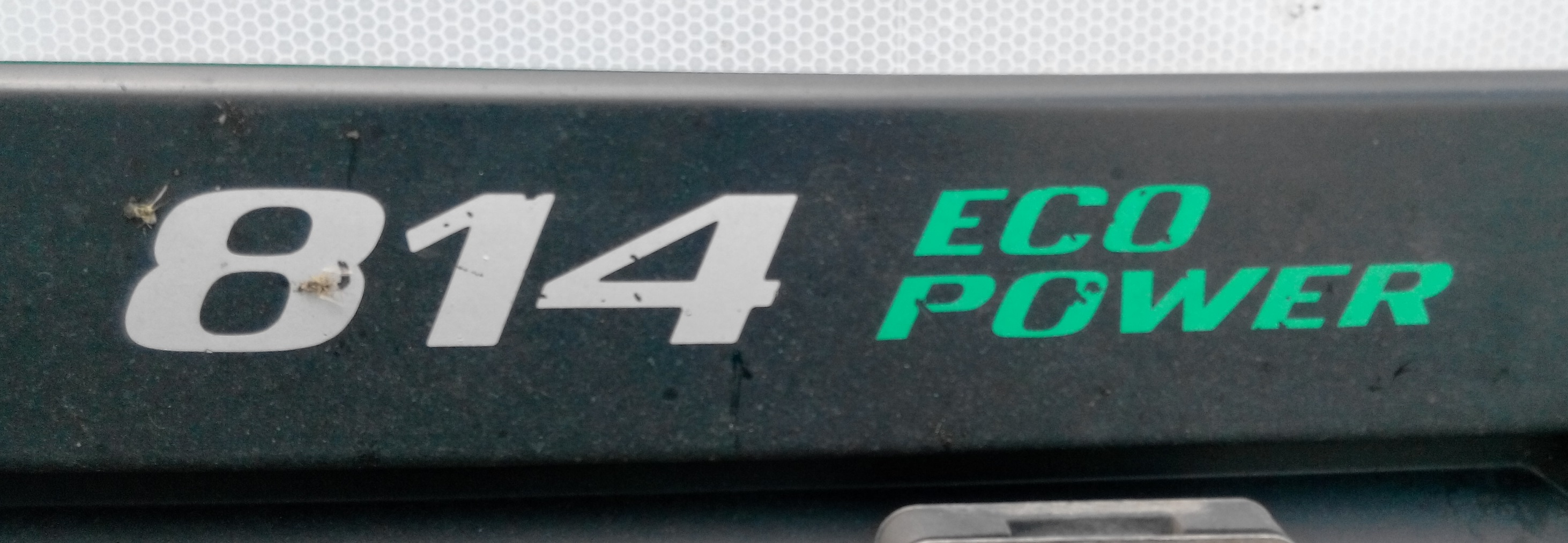
814 EcoPower (1996–1998)

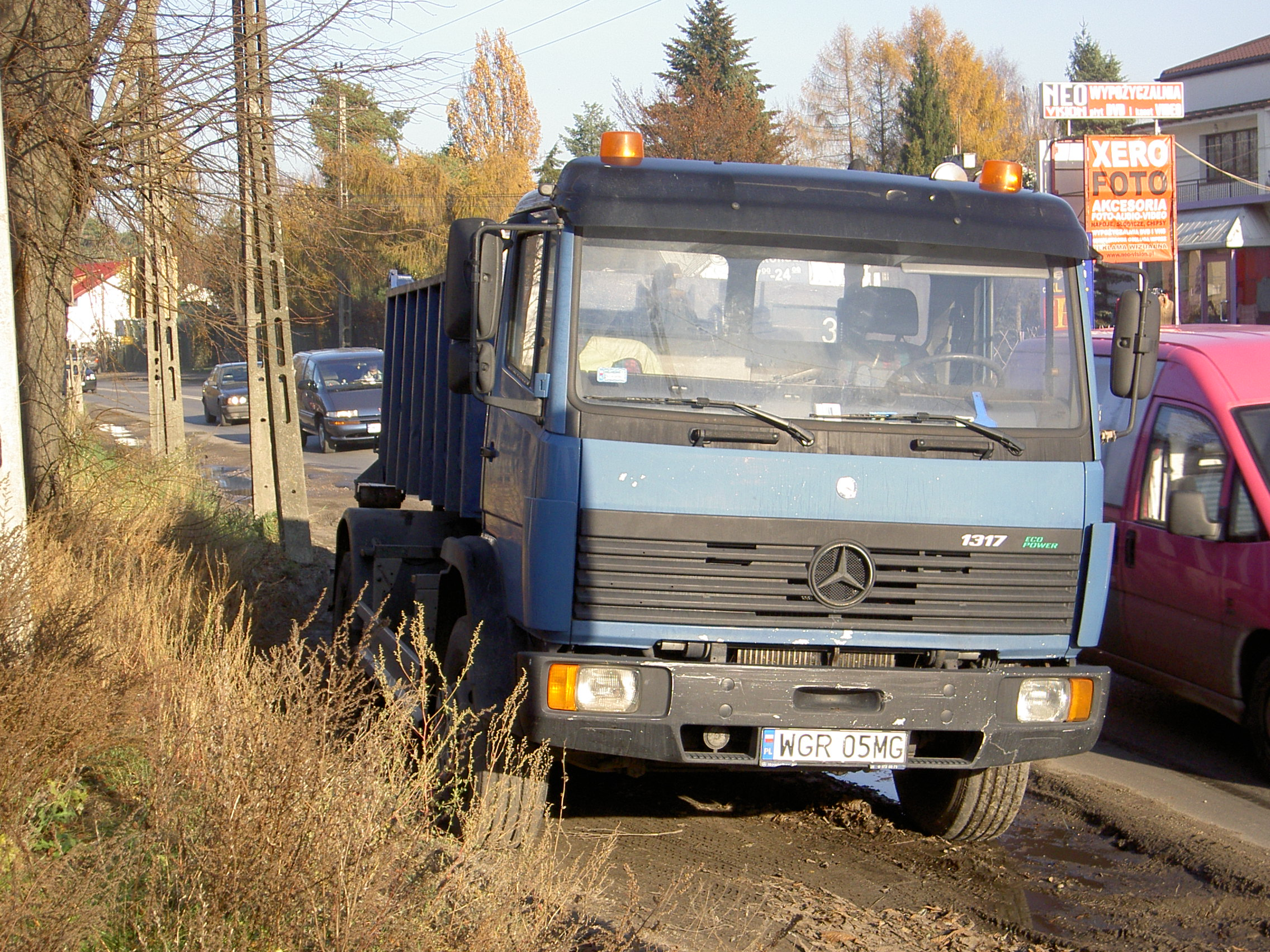
Mercedes-Benz 1317 EcoPower (1996–1998)

- 0609: 090 PS Vierzylindermotor, diese abgelastete Version war nur für den Export bestimmt
- 0709: 090 PS Vierzylindermotor, 6.500 kg
- 0809: 090 PS Vierzylindermotor, 7.500–8.000 kg
- 0814: 136 PS Sechs-, später Vierzylindermotor, 7.500 kg
- 0817: 170 PS Sechszylindermotor, 7.500 kg, ab 1985
- 0914: 136 PS Sechszylindermotor, 9.200 kg
- 0917: 170 PS Sechszylindermotor, 9.200 kg, ab 1985
- 1114: 136 PS Sechszylindermotor, 11.000 kg
- 1117: 170 PS Sechszylindermotor, 11.000 kg
- 1120: 201 PS Sechszylindermotor, 11.000 kg

1985 wurde die LK-Baureihe um folgende Allrad-Versionen erweitert:
- 0914 AK, als Allradkipper
- 1114 AK
- 1314 AK
- 1117 AK
- 0917 AF, als Feuerwehrfahrzeug
- 1120 AF

### Die Motoren im Überblick
| Verkaufsbezeichnung (Einsatz in Modell)   | Hubraum cm3                    | Bohrung × Hub mm               | Motorbaureihe Mercedes-Benz           | Leistung kW (PS) bei min−1     | Drehmoment Nm bei min−1        | Bauzeit                        | Abgasnorm                      | Einspritzsystem                              |
| Reihenvierzylinder-Dieselmotor            | Reihenvierzylinder-Dieselmotor | Reihenvierzylinder-Dieselmotor | Reihenvierzylinder-Dieselmotor        | Reihenvierzylinder-Dieselmotor | Reihenvierzylinder-Dieselmotor | Reihenvierzylinder-Dieselmotor | Reihenvierzylinder-Dieselmotor | Reihenvierzylinder-Dieselmotor               |
| ----------------------------------------- | ------------------------------ | ------------------------------ | ------------------------------------- | ------------------------------ | ------------------------------ | ------------------------------ | ------------------------------ | -------------------------------------------- |
| 609 (nur Export), 709, 809                | 3.972                          | ø97,5 × 133                    | OM 364                                | 66 (90) 2.800                  | 266 1.400–2.200                | 1984–1993                      |                                | Reiheneinspritzpumpe - Leitung - Düsenhalter |
| 709, 809                                  | 3.972                          | ø97,5 × 133                    | OM 364                                | 65 (88) 2.800                  | 256 1.400-2.200                | 1992–1995                      | Euro-1                         | Reiheneinspritzpumpe - Leitung - Düsenhalter |
| 711, 811                                  | 3.972                          | ø97,5 × 133                    | OM 364 LA (Ladeluftkühlung Aufladung) | 77 (105) 2.600                 | 345 1.200–1.500                | 1994–1996                      | Euro-2                         | Reiheneinspritzpumpe - Leitung - Düsenhalter |
| 814                                       | 3.972                          | ø97,5 × 133                    | OM 364 LA (Ladeluftkühlung Aufladung) | 103 (140) 2.600                | 500 1.200–1.500                | 1994–1996                      | Euro-2                         | Reiheneinspritzpumpe - Leitung - Düsenhalter |
| 711, 811 EcoPower                         | 4.249                          | ø102 × 130                     | OM 904 LA (Ladeluftkühlung Aufladung) | 90 (122) 2.200                 | 470 1.200–1.600                | 1996–1998                      | Euro-2                         | Steckpumpe - Leitung - Düse (UPS/PLD)        |
| 814, 914, 1114 EcoPower                   | 4.249                          | ø102 × 130                     | OM 904 LA (Ladeluftkühlung Aufladung) | 100 (136) 2.200                | 520 1.200–1.600                | 1996–1998                      | Euro-2                         | Steckpumpe - Leitung - Düse (UPS/PLD)        |
| 817, 917, 1117, 1317, 1517 EcoPower       | 4.249                          | ø102 × 130                     | OM 904 LA (Ladeluftkühlung Aufladung) | 125 (170) 2.200                | 670 1.200–1.600                | 1996–1998                      | Euro-2                         | Steckpumpe - Leitung - Düse (UPS/PLD)        |
| Reihensechszylinder-Dieselmotor           |                                |                                |                                       |                                |                                |                                |                                |                                              |
| 814, 914 (AK), 1114 (AK), 1314 (AK), 1514 | 5.958                          | ø97,5 × 133                    | OM 366                                | 100 (136) 2.800                | 402 1.400–1.600                | 1984–1993                      |                                | Reiheneinspritzpumpe - Leitung - Düsenhalter |
| 814, 914 (AK), 1114 (AK), 1314 (AK), 1514 | 5.958                          | ø97,5 × 133                    | OM 366                                | 95 (129) 2.800                 | 382 1.500-1.900                | 1992–1995                      | Euro-1                         | Reiheneinspritzpumpe - Leitung - Düsenhalter |
| 817, 917 (AF/F), 1117 (AK) 1317, 1517     | 5.958                          | ø97,5 × 133                    | OM 366 A (Aufladung)                  | 125 (170) 2.600                | 560 1.400–1.500                | 1984–1992                      |                                | Reiheneinspritzpumpe - Leitung - Düsenhalter |
| 817, 917 (AF/F), 1117 (AK) 1317, 1517     | 5.958                          | ø97,5 × 133                    | OM 366 A (Aufladung)                  | 116 (158) 2.600                | 540 1.400-1.700                | 1992–1995                      | Euro-1                         | Reiheneinspritzpumpe - Leitung - Düsenhalter |
| 817, 917 (AF/F), 1117 (AK) 1317, 1517     | 5.958                          | ø97,5 × 133                    | OM 366 LA (Ladeluftkühlung Aufladung) | 125 (170) 2.600                | 575 1.200–1.500                | 1995–1996                      | Euro-2                         | Reiheneinspritzpumpe - Leitung - Düsenhalter |
| 1120 (AF/F), 1320, 1520                   | 5.958                          | ø97,5 × 133                    | OM 366 LA (Ladeluftkühlung Aufladung) | 150 (204) 2.600                | 640 1.400–1.500                | 1984–1992                      |                                | Reiheneinspritzpumpe - Leitung - Düsenhalter |
| 1120 (AF/F), 1320, 1520                   | 5.958                          | ø97,5 × 133                    | OM 366 LA (Ladeluftkühlung Aufladung) | 155 (211) 2.600                | 660 1.400–1.700                | 1991–1995                      | Euro-1                         | Reiheneinspritzpumpe - Leitung - Düsenhalter |
| 820, 1120 (AF/F), 1320, 1520              | 5.958                          | ø97,5 × 133                    | OM 366 LA (Ladeluftkühlung Aufladung) | 155 (211) 2.600                | 740 1.200–1.500                | 1994–1998                      | Euro-2                         | Reiheneinspritzpumpe - Leitung - Düsenhalter |
| 1124 (AF/F), 1224 (AF/F), 1324, 1524      | 5.958                          | ø97,5 × 133                    | OM 366 LA (Ladeluftkühlung Aufladung) | 170 (231) 2.600                | 740 1.400-1.600                | 1991–1995                      | Euro-1                         | Reiheneinspritzpumpe - Leitung - Düsenhalter |
| 1124 (AF/F), 1224 (AF/F), 1324, 1524      | 5.958                          | ø97,5 × 133                    | OM 366 LA (Ladeluftkühlung Aufladung) | 177 (240) 2.600                | 760 1.250–1.500                | 1991–1995                      | Euro-1                         | Reiheneinspritzpumpe - Leitung - Düsenhalter |
| 1124 (AF/F), 1224 (AF/F), 1324, 1524      | 5.958                          | ø97,5 × 133                    | OM 366 LA (Ladeluftkühlung Aufladung) | 177 (240) 2.600                | 840 1.250–1.500                | 1994–1998                      | Euro-2                         | Reiheneinspritzpumpe - Leitung - Düsenhalter |

Die Motoren der Baureihe OM 364 (A/LA) kamen ab 1984 auch in den Bussen O 301 und O 402 jeweils mit 100 kW/136 PS sowie modifiziert in den Unimog-Typen 90/110/140 mit 66 bis 100 kW/90 bis 136 PS und ab 1986 im MB-trac (Typen 700 und 800: OM 364, 900: OM 364 A, 1000 und 1100: OM 366, 1300, 1400 und 1600: OM 366 A, 1800: OM 366 LA) zum Einsatz. In den beiden Busmodellen war auch der Reihensechszylinder OM 366 A mit 5958 cm³ Hubraum und 125 kW/170 PS erhältlich.
Auch die Transporter-Baureihe T 2 nutzte über die Jahre 8 verschiedene Motorvarianten des OM 364 (A/LA) mit 63 bis 103 kW (86 bis 140 PS). In den großen Unimog-Modellen U 1550, U 1750 und U 2150 (zwischen 114 kW/155 PS und 157 kW/214 PS) fand die Reihe OM 366 (A/LA) Verwendung. Der Forsttraktor WF trac nutzte eine Ausführung des Reihenvierzylinders OM 364 mit 68 kW/92 PS (WF trac 900) beziehungsweise 77 kW/105 PS (WF trac 1100).

## Galerie

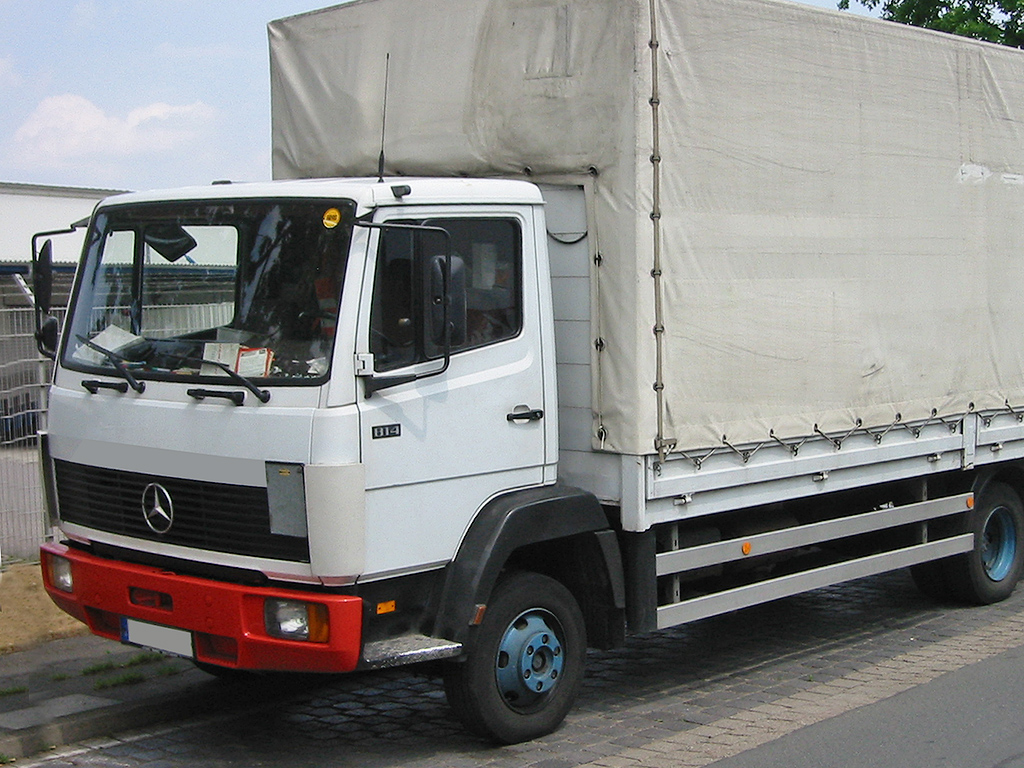
Mercedes-Benz LK 814 als Pritschenwagen mit Plane
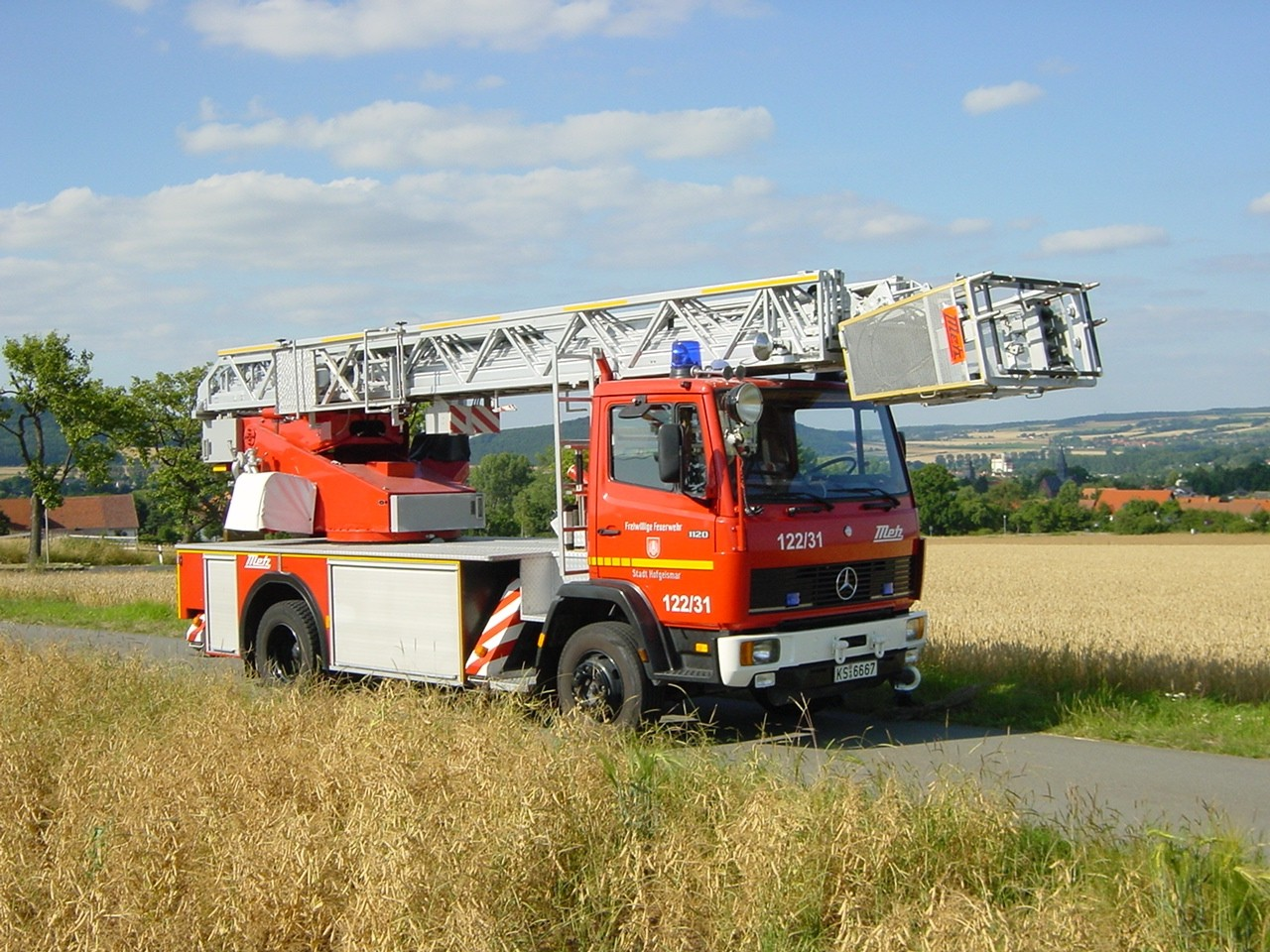
Mercedes-Benz LK 1120 als Feuerwehrfahrzeug mit Drehleiter
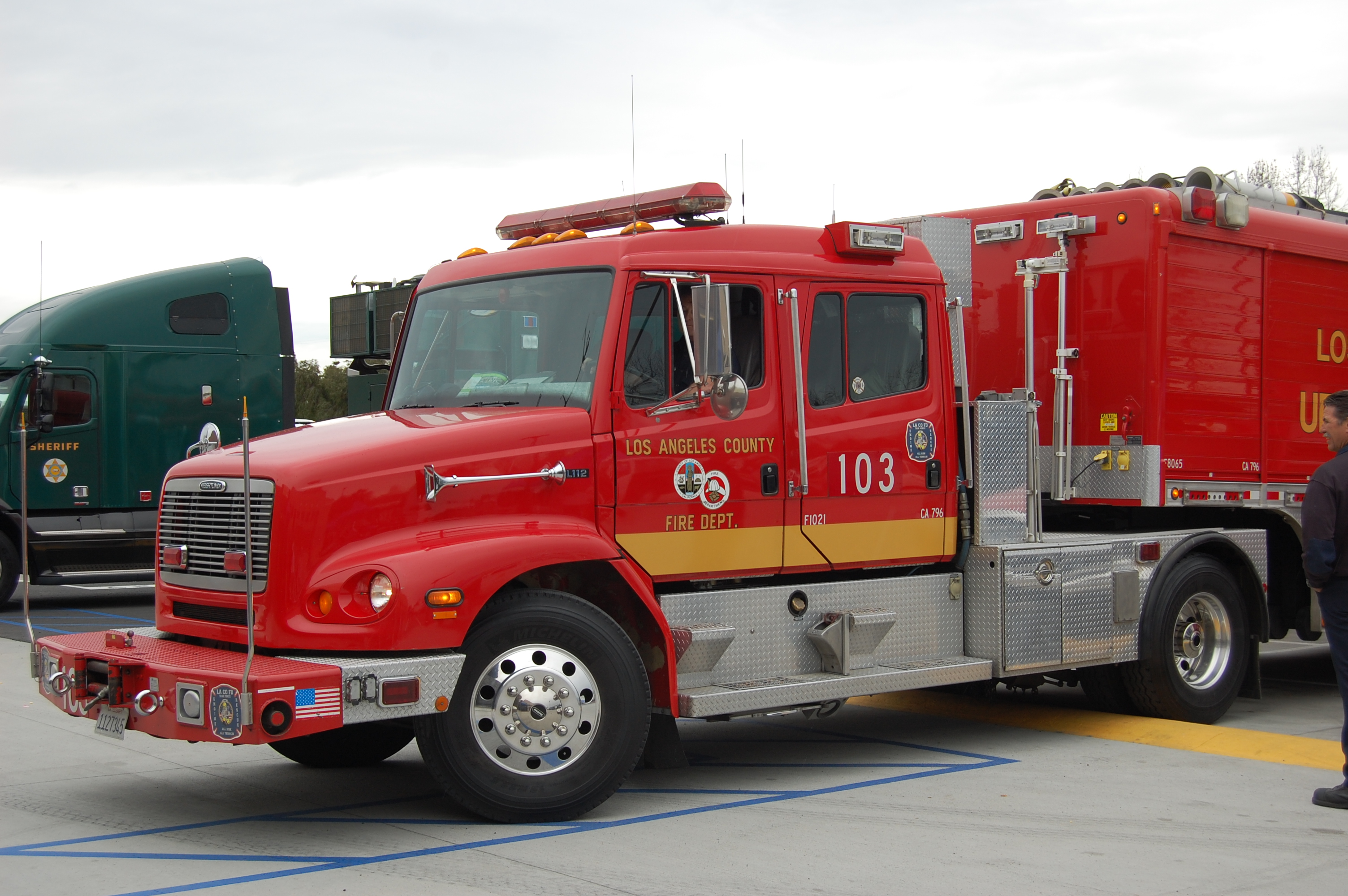
Vom Mercedes-Benz LN abstammendes Fahrerhaus bei einem Freightliner-FL112-Lkw
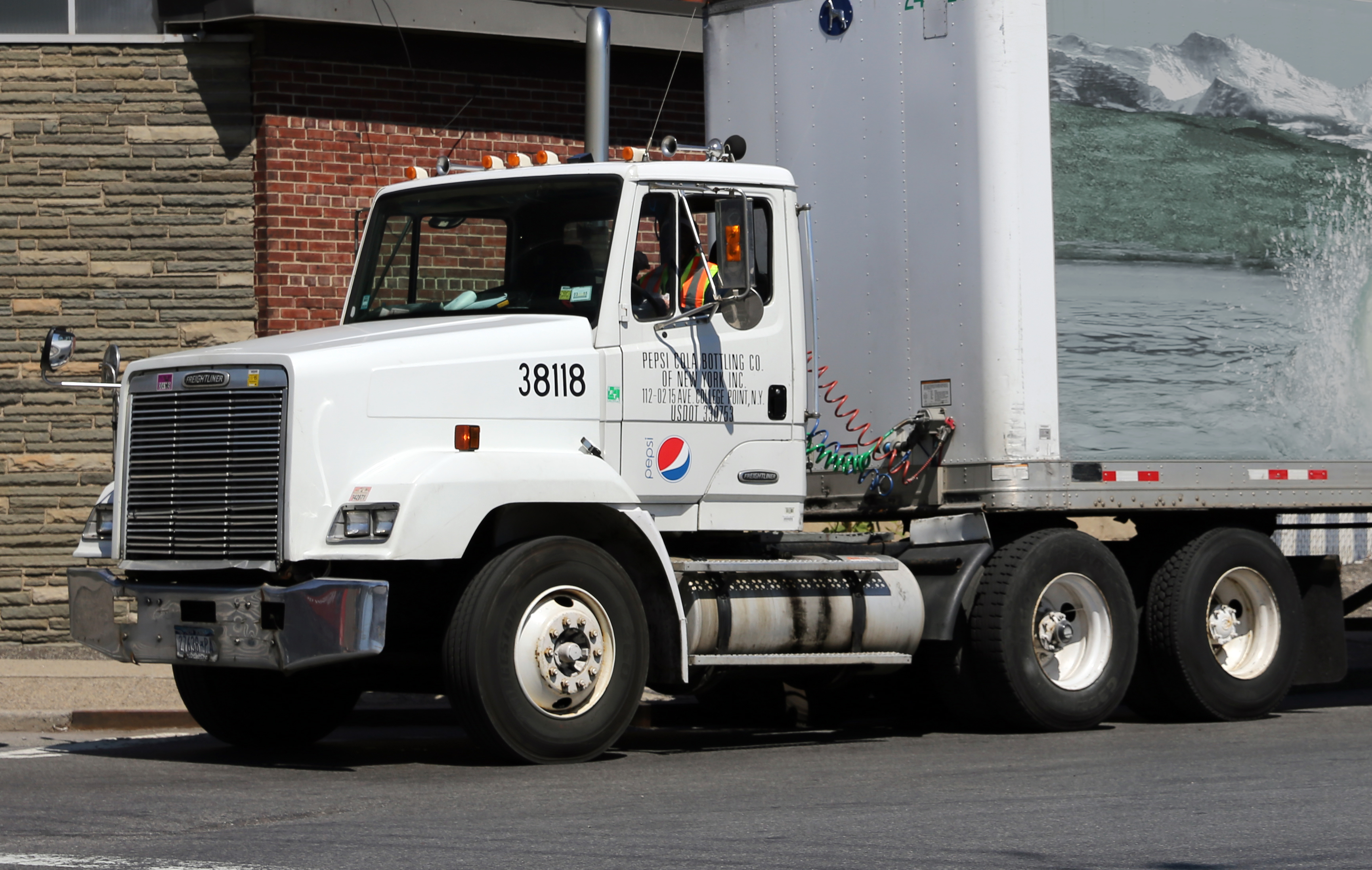
Freightliner-FLC112-Lkw mit LN-typischen Fahrerhaus
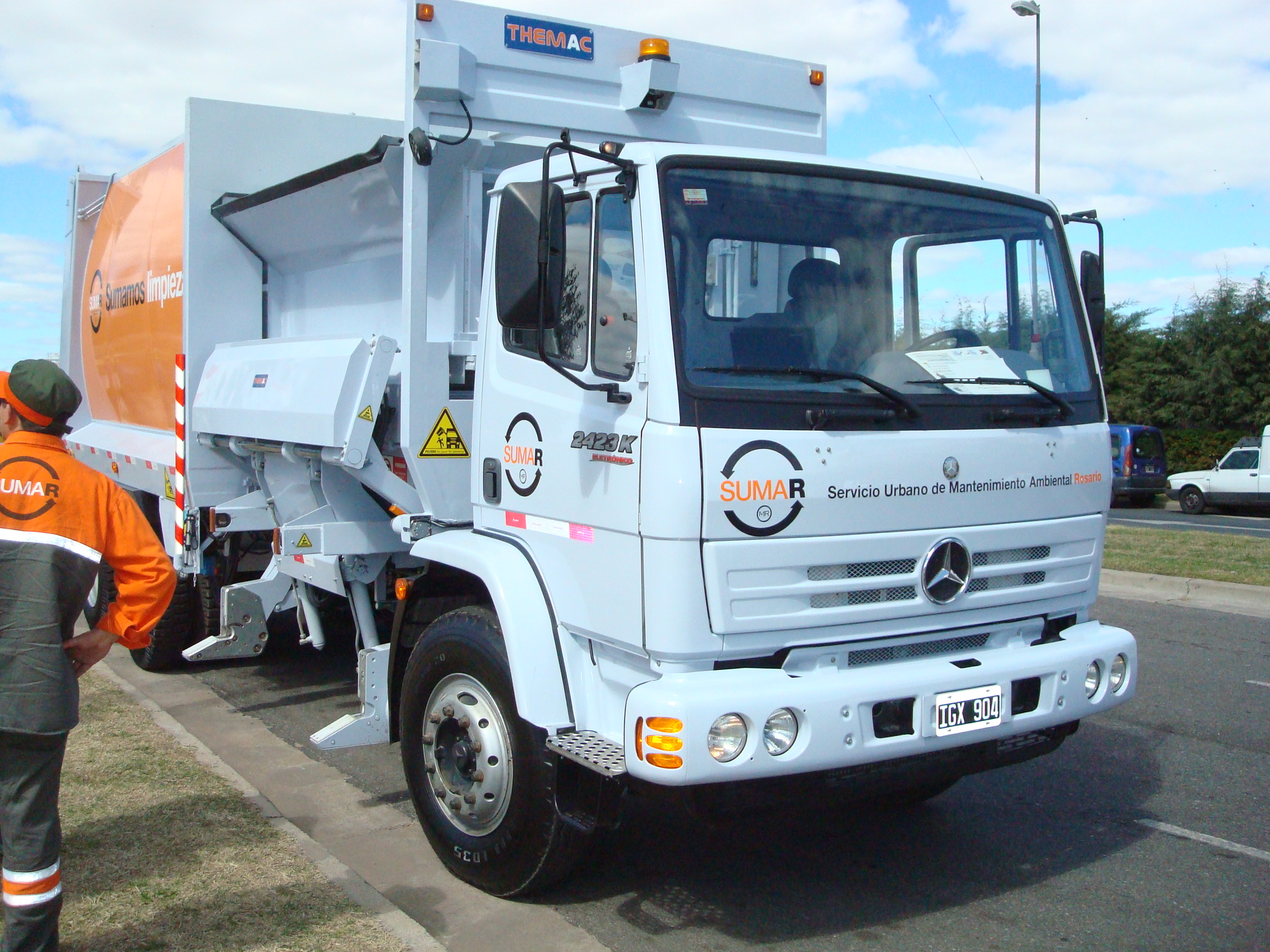
Mercedes-Lkw aus südamerikanischer Fertigung mit LN-Fahrerhaus